# 吉杜·克里希那穆提
吉杜·克里希那穆提（英語：Jiddu Krishnamurti）（1895年5月12日—1986年2月17日），印度作家、演说家与思想传播者。他一生走訪過全球超過70個國家演講，其演講被輯錄成超過80本書，更被翻譯成超過50種語言。全球多國均設有克里希那穆提基金會和學校，包括美國、歐洲、印度和澳洲，並致力推廣克氏的慈悲與當世解脫的理念。

## 生平

### 童年
吉杜·克里希那穆提生於英屬印度，在兄弟姊妹中排行第八。他的父親在當時英國殖民政府部門工作，母親則在他10歲時逝世。他們全家均為素食者。克氏兒時愛作白日夢、思想含糊不清，故曾被認為是弱智儿童。

## 著作
- 《生命之書》（The Book of Life），2005 年，心靈工坊出版，ISBN 986-757-442-7
- 《你就是世界》，2016年，橡實文化，ISBN 9789865623562
- 《你可以改變自己嗎？當先知遇上尊者與科學家，一場關於人與生命的對話》（Can Humanity Change？），2017年，商周出版，• ISBN 9789864772636
- 《最初與最後的自由》（The First and Last Freedom），2012年，立緒，ISBN 9789866513657
- 《關係的追尋：克里希那穆提談人與世界的連結》（What are you looking for？），2022年，橡實文化，ISBN 9786267085066
- 《與生活和好：克里希那穆提寫給你的28道生命習題》（What Are You Doing with Your Life），2015年，商周出版，ISBN 9789862727515
- 《什麼都不是的人才是快樂的：克里希那穆提寫給年輕人的24封信 》（HAPPY IS THE ONE WHO IS NOTHING: LETTERS TO A YOUNG FRIEND），2022年，商周出版，ISBN 9786263181830

## 外部連結
- 吉杜·克里希那穆提在豆瓣上的资料（简体中文）
- 吉杜·克里希那穆提 at Goodreads

### 克氏基金會
- 克氏美國基金會（页面存档备份，存于）
- 克氏印度基金會（页面存档备份，存于）
- 克氏英國基金會（页面存档备份，存于）
- 克氏線上（页面存档备份，存于）
- 克氏拉美基金會（页面存档备份，存于）
- 克氏基金會研習中心 （页面存档备份，存于）
- 克里希那穆提視頻[永久]
- 克氏1928年之演講 （页面存档备份，存于）
- 克氏You are the world （页面存档备份，存于）
- 克氏於1985年90歲高齡之演講[永久]
- 與克氏對談[永久]
- 克里希那穆提傳記 中文 （页面存档备份，存于）